# Telekom-Hochhaus Dortmund

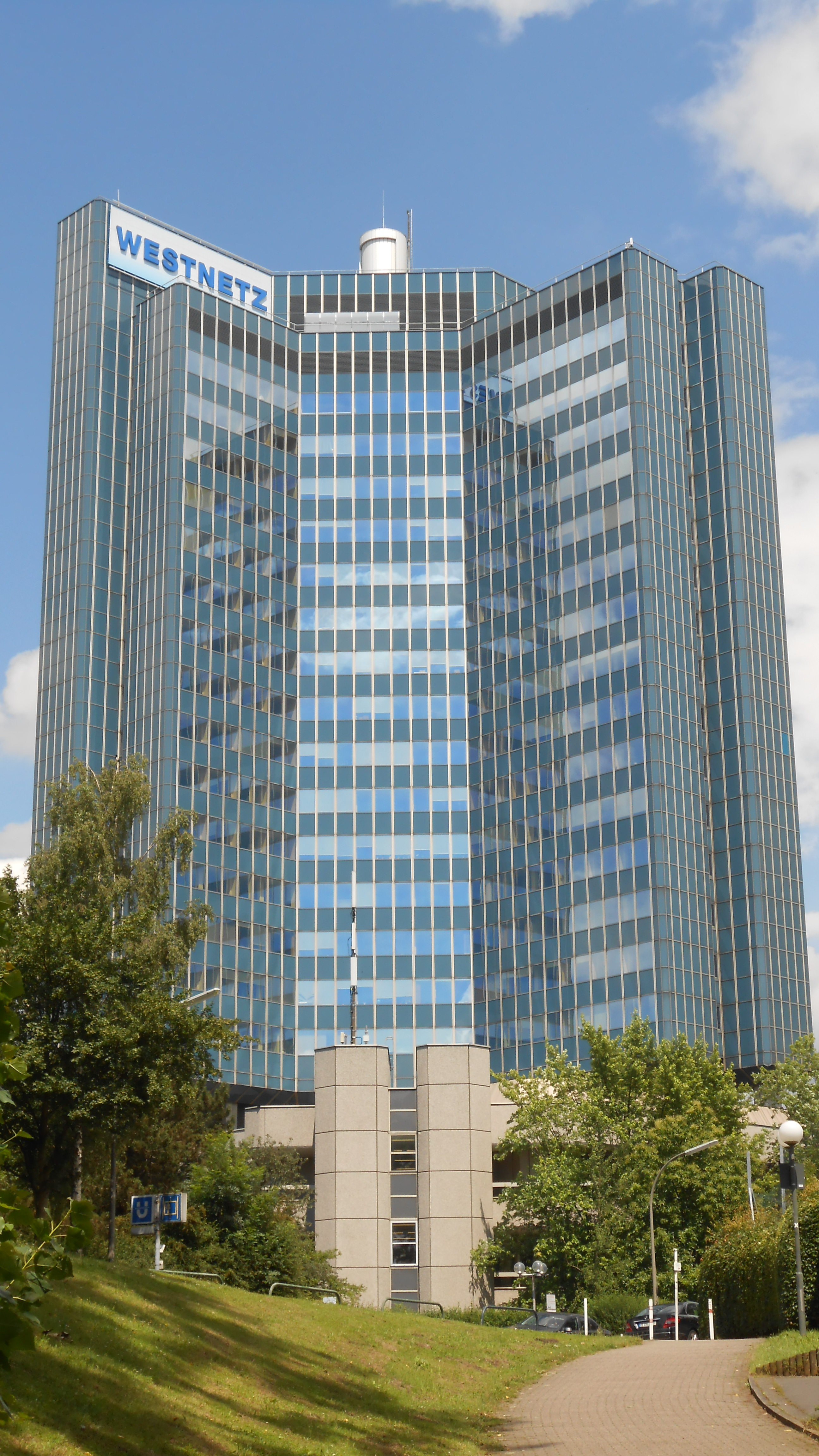
Stand 2016

Das Telekom-Hochhaus ist ein 23-geschossiges Bürogebäude in Dortmund. Es wurde von HPP Hentrich-Petschnigg & Partner für die etwa 900 Beschäftigten der Oberpostdirektion Dortmund entworfen und 1981 fertiggestellt. Auf Seiten der Oberpostdirektion Dortmund (Bauherr) waren für das Bauvorhaben die Architekten Alfred Exner und Hilmar Tilgner federführend. Das Hochhaus befindet sich südlich der Innenstadt am Rheinlanddamm angrenzend an den Westfalenpark. Es war bis 2006 mit einer Höhe von 88 Metern nach dem direkt nebenan stehenden Florianturm das höchste Gebäude der Stadt.
Der kreuzförmige Hochhausgrundriss mit seinem gegenüber den Flügeln um 45° gedrehten Kern erhebt sich über zwei achteckigen, dreigeschossigen Flachbauten mit Innenhöfen. In den zwei Kellergeschossen liegen Tiefgaragen für 138 Pkw. Während die Flachbauten mit Stahlbetonelementen verkleidet sind, besitzt das Hochhaus eine hinterlüftete Ganzglasfassade mit Fenstern aus Sonnenschutzreflexionsglas. Die umfangreichen Klimaanlagen sind bereits mit einer Wärmerückgewinnungsanlage ausgestattet. Die Flachbauten sind auf bis zu 1,30 m dicken Bohrpfählen in den Mergelschichten gegründet; das Hochhaus steht auf einer 3,40 m dicken Gründungsplatte aus Stahlbeton. Die 22 cm dicken Deckenscheiben sind starr mit dem Hochhauskern verbunden, um die Windlasten abzutragen; die übrigen Hochhausstützen sind Pendelstützen aus Stahlbetonfertigteilen.
Im Eingangsbereich befindet sich ein achteckiges Wasserbecken mit einer Brunnenplastik von Lee Babel. Ferner gibt es in einem der Innenhöfe drei bis zu 2,35 m hohe Bronzeplastiken des Bildhauers Michael Schwarze.
Nach Auflösung der Oberpostdirektion 1989 und dem Verkauf der Immobilie stand das Gebäude lange Zeit größtenteils leer. Seit Anfang 2013 befindet sich dort der Hauptsitz des Verteilnetzbetreibers Westnetz.